# Bouloc (Alto Garona)
Bouloc (em occitano:  Bonlòc) é uma comuna francesa na região administrativa da Occitânia, no departamento do Alto Garona. Estende-se por uma área de 18.55 km², com 4.689 habitantes, segundo o censo de 2018, com uma densidade de 250 hab/km².